# Veronika Erjavec
Veronika Erjavec (født 30. december 1999 i Slovenien) er en professionel tennisspiller fra Slovenien.